# Wieste (Fluss)
Die Wieste ist ein rechter Nebenfluss der Wümme in Niedersachsen, Deutschland. Der Fluss entspringt bei Bockel im Landkreis Rotenburg (Wümme), durchfließt im Oberlauf ein waldreiches, teils naturbelassenes Gebiet, im Unterlauf eine von Grünland geprägte Niederung und mündet in Ottersberg in die Wümme. Die Wieste ist zum großen Teil eingebettet in das Naturschutzgebiet Wiestetal.
Von den ehemals fünf Wassermühlen an der Wieste ist nur noch die Wassermühle Stuckenborstel erhalten geblieben.

## Befahrungsregeln
Zum Schutz, dem Erhalt und der Verbesserung der Fließgewässer als Lebensraum für wild lebende Tiere und Pflanzen erließ der Landkreis Rotenburg (Wümme) 2015 eine Verordnung für sämtliche Fließgewässer. Seitdem ist das Befahren der Wieste ganzjährig verboten.

## Wassersport
Die Wieste ist ein beliebtes Angelrevier.